# Guellat Bou Sbaa (distrito)
Guellat Bou Sbaa é um distrito localizado na província de Guelma, Argélia, e cuja capital é a cidade de mesmo nome, Guellat Bou Sbaa. A população total do distrito era de 52 600 habitantes, em 2008.[carece de fontes?]

## Municípios
O distrito é composto por seis municípios, que é o maior número na província:
- Guellat Bou Sbaa
- Nechmaya
- Djeballah Khemissi
- Boumahra Ahmed
- Beni Mezline
- Belkheir